# Comité de Defensa Social
El Comité de Defensa Social fue una organización católica conservadora creada en Barcelona en 1903, activa durante la Restauración borbónica en España. La organización, que perseguía la «defensa de los intereses religiosos, morales y sociales de todas las clases», llegó a ser apodada como el «Comité de Molestia Social». Con vocación no estrictamente política, se situaría ideológicamente a caballo entre el tradicionalismo integrista y carlista y el Partido Conservador.

## Historia
A instancias de Claudio López Bru, marqués de Comillas, en 1903 se fundó el «Centro de Defensa Social» de Barcelona, siendo Alejandro Pons su primer presidente, responsabilidad que mantuvo por 4 años. Su grupo organizador original en Barcelona estaba integrado por miembros marcadamente tradicionalistas aunque estrictamente respetuosos con el orden legal vigente. Poco después de su creación, en las elecciones provinciales de 1903, el Comité presentó una candidatura conjunta con la Lliga Regionalista, la «candidatura católico-regionalista», que perjudicó a la postre los resultados de la Lliga, perdiendo votos entre los sectores catalanistas liberales por vincularse con la extrema derecha. La idea de creación de centros de Defensa Social se extendería a otras ciudades como Mallorca o Madrid.
En 1906 el comité recabó más de 100 000 firmas contra el proyecto de Ley de Asociaciones.
Inspirado por el duque de Sotomayor, y quizás alentado por el marqués de Comillas, hacia 1905 se abrió el «Centro de Defensa Social» de Madrid, que se significó tanto en la propaganda como en la acción social y política. Con el punto de mira puesto en objetivos electorales y políticos, a partir de 1907 el CDS de Madrid creó para tal menester una sección electoral «con sujeción absoluta e incondicional a las Encíclicas y Pastorales».
Hacia 1907 había abiertos 5 centros independientes en diversas ciudades además de 25 delegaciones del CDS de Barcelona.